# Rosa Katz
Rosa Katz, född Heine 9 april 1885 i Odessa, död 26 mars 1976 i Stockholm, var en tysk-svensk psykolog.
Rosa Katz var hustru till David Katz. Hon blev filosofie doktor i Göttingen 1913. Katz var bland annat verksam som barnpsykolog i Stockholm från 1937 och som vetenskaplig medarbetare vid Stockholms högskolas institut för psykologi och pedagogik från 1941. Tillsammans med David Katz utgav hon Die Erziehung im vorschulpflichtigen Alter (1925) och Gespräche mit Kindern (1928, svensk översättning 1938) samt ensam Montessoris uppfostringsmetod (1939), Barnpsykologiska studier (1941) och Zur Typologie der Philologen (1944).